# Muna (Léna)
A Muna (oroszul: Муна) folyó Oroszország ázsiai részén, Jakutföldön; a Léna bal oldali mellékfolyója.

## Földrajz
Hossza: 715 km, vízgyűjtő területe: 30 100 km².
Két forrásága, az Orto-Muna és az Ulahan-Muna egyesülésével keletkezik a Közép-szibériai-fennsík északkeleti peremén. Vízgyűjtő területét északon az Olenyok, délen a Tyung vízgyűjtője határolja. Mély völgyben, ritkán lakott vidéken folyik kelet felé, végig az északi sarkkörön túl. Alsó szakaszán nagyon kanyargós; medre 300 m-re szélesedik, az utolsó 24 km-en már a Léna völgyében folyik.
Esővíz és főként hóolvadék táplálja. Tavaszi árvize júniusban van. Decembertől május végéig fenékig befagy.
Jelentősebb mellékfolyói: balról a Szevernaja (238 km), jobbról a Munakan (198 km).